# Tritelija
Tritelija (lat. Triteleia),  biljni trod u porodici šparogovki (Asparagaceae) i redu šparogolike (Asparagales), dio je potporodice Brodiaeoideae. 
Postoje 16 priznatih vrsta (plus dva hibrida) trajnica na zapadu Sjeverne Amerike, od Britanske Kolumbije na sjeveru na jug do meksičke granice,

## Vrste
1. Triteleia bridgesii (S.Watson) Greene
2. Triteleia clementina Hoover
3. Triteleia crocea (Alph.Wood) Greene
4. Triteleia dudleyi Hoover
5. Triteleia grandiflora Lindl.
6. Triteleia guadalupensis L.W.Lenz
7. Triteleia hendersonii Greene
8. Triteleia hyacinthina (Lindl.) Greene
9. Triteleia ixioides (Dryand. ex W.T.Aiton) Greene
10. Triteleia laxa Benth.
11. Triteleia lemmoniae (S.Watson) Greene
12. Triteleia lilacina Greene
13. Triteleia lugens Greene
14. Triteleia montana Hoover
15. Triteleia peduncularis Lindl.
16. Triteleia piutensis Kentner & K.E.Steiner
17. Triteleia ×tubergenii L.W.Lenz
18. Triteleia ×versicolor Hoover